# Copa Verde de Futebol de 2017
A Copa Verde de 2017 foi a quarta edição da competição de futebol realizada entre clubes brasileiros dos estados da região Norte e da região Centro-Oeste (com exceção de Goiás), além do estado do Espírito Santo. A competição contou com 18 times participantes, que foram escolhidos a partir de seu desempenho nos campeonatos estaduais e pela posição no Ranking da CBF. O vencedor ingressa diretamente nas oitavas de final da Copa do Brasil de 2018.
Na final entre Luverdense e Paysandu, a equipe mato-grossense conquistou o título pela primeira vez. Após vencer a primeira partida por 3–1 na Arena Pantanal, em Cuiabá, o time ficou com troféu ao empatar em 1–1 no jogo da volta, em Belém. Com o resultado, o Luverdense ganhou uma vaga diretamente às oitavas de final da Copa do Brasil de 2018.

## Formato e regulamento
A edição de 2017 manteve o formato introduzido a partir da temporada anterior, com uma fase preliminar envolvendo quatro equipes e, posteriormente, 16 clubes se enfrentando em um sistema de mata-mata, com jogos de ida e volta, a partir das oitavas de final. Graças à saída dos clubes do estado de Goiás, as federações do Acre e Mato Grosso do Sul ganharam uma vaga extra.

## Transmissão
Em parceria com a CBF no custeio das despesas dos times na competição, o canal Esporte Interativo ficou a cargo das transmissões dos jogos.

## Participantes

### Estaduais e seletivas
| UF                 | Clube                 | Cidade                | Forma de Classificação              | Estádio (mando)   | Capacidade | Títulos        |
| ------------------ | --------------------- | --------------------- | ----------------------------------- | ----------------- | ---------- | -------------- |
| Acre               | Atlético Acreano      | Rio Branco            | Campeão do Estadual 2016            | Arena da Floresta | 20 000     | 0 (não possui) |
| Acre               | Galvez                | Rio Branco            | 3º colocado do Estadual 2016        | Arena da Floresta | 20 000     | 0 (não possui) |
| Amapá              | Santos-AP             | Macapá                | Campeão do Estadual 2016            | Zerão             | 13 680     | 0 (não possui) |
| Amazonas           | Fast Clube            | Manaus                | Campeão do Estadual 2016            | Colina            | 10 451     | 0 (não possui) |
| Distrito Federal   | Luziânia              | Luziânia              | Campeão do Metropolitano 2016       | Serra do Lago     | 12 300     | 0 (não possui) |
| Distrito Federal   | Ceilândia             | Ceilândia             | Vice-campeão do Metropolitano 2016  | Abadião           | 3 000      | 0 (não possui) |
| Espírito Santo     | Rio Branco-ES         | Vitória               | Campeão da Copa Espírito Santo 2016 | Kleber Andrade    | 21 000     | 0 (não possui) |
| Mato Grosso        | Luverdense            | Lucas do Rio Verde    | Campeão do Estadual 2016            | Passo das Emas    | 10 000     | 0 (não possui) |
| Mato Grosso do Sul | Operário-MS           | Campo Grande          | 3º colocado do Estadual 2016        | Morenão           | 29 670     | 0 (não possui) |
| Mato Grosso do Sul | Sete de Dourados      | Dourados              | Campeão do Estadual 2016            | Douradão          | 30 000     | 0 (não possui) |
| Pará               | Paysandu              | Belém                 | Campeão do Estadual 2016            | Curuzu            | 16 200     | 1 (2016)       |
| Rondônia           | Rondoniense           | Porto Velho           | Campeão do Estadual 2016            | Aluizão           | 5 000      | 0 (não possui) |
| Roraima            | São Raimundo-RR       | Boa Vista             | Campeão do Estadual 2016            | Ribeirão          | 1 500      | 0 (não possui) |
| Tocantins          | Tocantins de Miracema | Miracema do Tocantins | Vice-campeão do Estadual 2016       | Castanheirão      | 2 000      | 0 (não possui) |

### Ranking da CBF
| UF          | Clube           | Cidade | Forma de Classificação         | Estádio (mando)   | Capacidade | Títulos        |
| ----------- | --------------- | ------ | ------------------------------ | ----------------- | ---------- | -------------- |
| Amazonas    | Nacional-AM     | Manaus | 63º colocado no Ranking da CBF | Gilbertão         | 5 000      | 0 (não possui) |
| Mato Grosso | Cuiabá          | Cuiabá | 52º colocado no Ranking da CBF | Arena Pantanal    | 44 000     | 1 (2015)       |
| Pará        | Remo            | Belém  | 57º colocado no Ranking da CBF | Mangueirão        | 45 007     | 0 (não possui) |
| Pará        | Águia de Marabá | Marabá | 61º colocado no Ranking da CBF | Zinho de Oliveira | 5 000      | 0 (não possui) |

## Confrontos
A tabela dos confrontos foi divulgada pela CBF em 29 de novembro.
Em itálico, as equipes que possuem o mando de campo no primeiro jogo do confronto e em negrito as equipes classificadas.

### Fase preliminar
| Equipe 1         | Total | Equipe 2    | 1.º jogo | 2.º jogo |
| ---------------- | ----- | ----------- | -------- | -------- |
| Galvez           | 2–1   | Nacional-AM | 1–1      | 1–0      |
| Sete de Dourados | 1–4   | Ceilândia   | 1–1      | 0–3      |

### Tabela até a final
|  | Oitavas de final      | Oitavas de final | Oitavas de final | Oitavas de final |   |                 | Quartas de final         | Quartas de final         | Quartas de final         | Quartas de final         |  |             | Semifinais       | Semifinais       | Semifinais       | Semifinais       |            |   | Final          | Final          | Final          | Final          |
|  | 4 a 19 de março       | 4 a 19 de março  | 4 a 19 de março  | 4 a 19 de março  |   |                 | 29 de março a 5 de abril | 29 de março a 5 de abril | 29 de março a 5 de abril | 29 de março a 5 de abril |  |             | 15 a 20 de abril | 15 a 20 de abril | 15 a 20 de abril | 15 a 20 de abril |            |   | 4 e 16 de maio | 4 e 16 de maio | 4 e 16 de maio | 4 e 16 de maio |
|  |                       |                  |                  |                  |   |                 |                          |                          |                          |                          |  |             |                  |                  |                  |                  |            |   |                |                |                |                |
|  | Operário-MS           | 1                | 0                | 1                |   |                 |                          |                          |                          |                          |  |             |                  |                  |                  |                  |            |   |                |                |                |                |
|  | Luziânia              | 1                | 1                | 2                |   |                 |                          |                          |                          |                          |  |             |                  |                  |                  |                  |            |   |                |                |                |                |
|  | Luziânia              | 1                | 1                | 2                |   | Luziânia        | 3                        | 2                        | 5                        |                          |  |             |                  |                  |                  |                  |            |   |                |                |                |                |
|  |                       |                  |                  |                  |   | Luziânia        | 3                        | 2                        | 5                        |                          |  |             |                  |                  |                  |                  |            |   |                |                |                |                |
|  |                       | Rondoniense (gf) | 3                | 2                | 5 |                 |                          |                          |                          |                          |  |             |                  |                  |                  |                  |            |   |                |                |                |                |
|  | Rondoniense (gf)      | Rondoniense (gf) | 3                | 2                | 5 | 0               | 1                        | 1                        |                          |                          |  |             |                  |                  |                  |                  |            |   |                |                |                |                |
|  | Rondoniense (gf)      |                  |                  |                  |   | 0               | 1                        | 1                        |                          |                          |  |             |                  |                  |                  |                  |            |   |                |                |                |                |
|  | Cuiabá                | 0                | 1                | 1                |   |                 |                          |                          |                          |                          |  |             |                  |                  |                  |                  |            |   |                |                |                |                |
|  | Cuiabá                | 0                | 1                | 1                |   |                 |                          |                          |                          |                          |  | Rondoniense | 1                | 1                | 2                |                  |            |   |                |                |                |                |
|  |                       |                  |                  |                  |   |                 |                          |                          |                          |                          |  | Rondoniense | 1                | 1                | 2                |                  |            |   |                |                |                |                |
|  |                       | Luverdense       | 2                | 3                | 5 |                 |                          |                          |                          |                          |  |             |                  |                  |                  |                  |            |   |                |                |                |                |
|  | Ceilândia             | Luverdense       | 2                | 3                | 5 | 0               | 1                        | 1                        |                          |                          |  |             |                  |                  |                  |                  |            |   |                |                |                |                |
|  | Ceilândia             |                  |                  |                  |   | 0               | 1                        | 1                        |                          |                          |  |             |                  |                  |                  |                  |            |   |                |                |                |                |
|  | Luverdense            | 1                | 3                | 4                |   |                 |                          |                          |                          |                          |  |             |                  |                  |                  |                  |            |   |                |                |                |                |
|  | Luverdense            | 1                | 3                | 4                |   | Luverdense      | 5                        | 2                        | 7                        |                          |  |             |                  |                  |                  |                  |            |   |                |                |                |                |
|  |                       |                  |                  |                  |   | Luverdense      | 5                        | 2                        | 7                        |                          |  |             |                  |                  |                  |                  |            |   |                |                |                |                |
|  |                       | Rio Branco-ES    | 0                | 2                | 2 |                 |                          |                          |                          |                          |  |             |                  |                  |                  |                  |            |   |                |                |                |                |
|  | Tocantins de Miracema | Rio Branco-ES    | 0                | 2                | 2 | 0               | 2                        | 2                        |                          |                          |  |             |                  |                  |                  |                  |            |   |                |                |                |                |
|  | Tocantins de Miracema |                  |                  |                  |   | 0               | 2                        | 2                        |                          |                          |  |             |                  |                  |                  |                  |            |   |                |                |                |                |
|  | Rio Branco-ES         | 2                | 5                | 7                |   |                 |                          |                          |                          |                          |  |             |                  |                  |                  |                  |            |   |                |                |                |                |
|  | Rio Branco-ES         | 2                | 5                | 7                |   |                 |                          |                          |                          |                          |  |             |                  |                  |                  |                  | Luverdense | 3 | 1              | 4              |                |                |
|  |                       |                  |                  |                  |   |                 |                          |                          |                          |                          |  |             |                  |                  |                  |                  |            | 3 | 1              | 4              |                |                |
|  |                       | Paysandu         | 1                | 1                | 2 |                 |                          |                          |                          |                          |  |             |                  |                  |                  |                  |            |   |                |                |                |                |
|  | Atlético Acreano      | Paysandu         | 1                | 1                | 2 | 1               | 0                        | 1                        |                          |                          |  |             |                  |                  |                  |                  |            |   |                |                |                |                |
|  | Atlético Acreano      |                  |                  |                  |   | 1               | 0                        | 1                        |                          |                          |  |             |                  |                  |                  |                  |            |   |                |                |                |                |
|  | Remo                  | 1                | 4                | 5                |   |                 |                          |                          |                          |                          |  |             |                  |                  |                  |                  |            |   |                |                |                |                |
|  | Remo                  | 1                | 4                | 5                |   | Remo            | 2                        | 0                        | 2                        |                          |  |             |                  |                  |                  |                  |            |   |                |                |                |                |
|  |                       |                  |                  |                  |   | Remo            | 2                        | 0                        | 2                        |                          |  |             |                  |                  |                  |                  |            |   |                |                |                |                |
|  |                       | Santos-AP        | 1                | 3                | 4 |                 |                          |                          |                          |                          |  |             |                  |                  |                  |                  |            |   |                |                |                |                |
|  | Fast Clube            | Santos-AP        | 1                | 3                | 4 | 1               | 1                        | 2                        |                          |                          |  |             |                  |                  |                  |                  |            |   |                |                |                |                |
|  | Fast Clube            |                  |                  |                  |   | 1               | 1                        | 2                        |                          |                          |  |             |                  |                  |                  |                  |            |   |                |                |                |                |
|  | Santos-AP             | 0                | 4                | 4                |   |                 |                          |                          |                          |                          |  |             |                  |                  |                  |                  |            |   |                |                |                |                |
|  | Santos-AP             | 0                | 4                | 4                |   |                 |                          |                          |                          |                          |  | Santos-AP   | 1                | 1                | 2                |                  |            |   |                |                |                |                |
|  |                       |                  |                  |                  |   |                 |                          |                          |                          |                          |  | Santos-AP   | 1                | 1                | 2                |                  |            |   |                |                |                |                |
|  |                       | Paysandu         | 1                | 3                | 4 |                 |                          |                          |                          |                          |  |             |                  |                  |                  |                  |            |   |                |                |                |                |
|  | São Raimundo-RR       | Paysandu         | 1                | 3                | 4 | 1               | 0                        | 1                        |                          |                          |  |             |                  |                  |                  |                  |            |   |                |                |                |                |
|  | São Raimundo-RR       |                  |                  |                  |   | 1               | 0                        | 1                        |                          |                          |  |             |                  |                  |                  |                  |            |   |                |                |                |                |
|  | Águia de Marabá       | 0                | 3                | 3                |   |                 |                          |                          |                          |                          |  |             |                  |                  |                  |                  |            |   |                |                |                |                |
|  | Águia de Marabá       | 0                | 3                | 3                |   | Águia de Marabá | 1                        | 0                        | 1                        |                          |  |             |                  |                  |                  |                  |            |   |                |                |                |                |
|  |                       |                  |                  |                  |   | Águia de Marabá | 1                        | 0                        | 1                        |                          |  |             |                  |                  |                  |                  |            |   |                |                |                |                |
|  |                       | Paysandu         | 2                | 1                | 3 |                 |                          |                          |                          |                          |  |             |                  |                  |                  |                  |            |   |                |                |                |                |
|  | Galvez                | Paysandu         | 2                | 1                | 3 | 0               | 0                        | 0                        |                          |                          |  |             |                  |                  |                  |                  |            |   |                |                |                |                |
|  | Galvez                |                  |                  |                  |   | 0               | 0                        | 0                        |                          |                          |  |             |                  |                  |                  |                  |            |   |                |                |                |                |
|  | Paysandu              | 0                | 2                | 2                |   |                 |                          |                          |                          |                          |  |             |                  |                  |                  |                  |            |   |                |                |                |                |

## Premiação
| Copa Verde de Futebol de 2017                |
| Mato Grosso                                  |
| -------------------------------------------- |
| Luverdense Esporte Clube Campeão (1º título) |

## Artilharia
| Gols | Jogador        | Time          |
| ---- | -------------- | ------------- |
| 5    | Careca         | Rondoniense   |
| 4    | Márcio Carioca | Rio Branco-ES |
| 4    | Marcos Aurélio | Luverdense    |
| 4    | Rafael Silva   | Luverdense    |
| 3    | Dan            | Luziânia      |
| 3    | Fabinho        | Santos-AP     |
| 3    | Macena         | Luverdense    |
| 3    | Ricardo        | Luverdense    |

## Maiores públicos
Esses são os dez maiores públicos da Copa Verde de 2017: 
| Nº | Público[PP] | Mandante         | Placar | Visitante        | Estádio           | Data        | Etapa     | Rodada | Ref.   |
| -- | ----------- | ---------------- | ------ | ---------------- | ----------------- | ----------- | --------- | ------ | ------ |
| 1  | 26 653      | Paysandu         | 1–1    | Luverdense       | Mangueirão        | 16 de maio  | Final     | Volta  | [ 10 ] |
| 2  | 9 534       | Paysandu         | 3–1    | Santos-AP        | Mangueirão        | 18 de abril | Semifinal | Volta  | [ 11 ] |
| 3  | 8 622       | Remo             | 4–0    | Atlético Acreano | Mangueirão        | 16 de março | Oitavas   | Volta  | [ 12 ] |
| 4  | 8 406       | Remo             | 2–1    | Santos-AP        | Mangueirão        | 30 de março | Quartas   | Ida    | [ 13 ] |
| 5  | 5 242       | Paysandu         | 1–0    | Águia de Marabá  | Mangueirão        | 4 de abril  | Quartas   | Volta  | [ 14 ] |
| 6  | 4 144       | Paysandu         | 2–0    | Galvez           | Curuzu            | 17 de março | Oitavas   | Volta  | [ 15 ] |
| 7  | 3 156       | Galvez           | 0–0    | Paysandu         | Arena da Floresta | 4 de março  | Oitavas   | Ida    | [ 16 ] |
| 8  | 3 174       | Atlético Acreano | 1–1    | Remo             | Arena da Floresta | 5 de março  | Oitavas   | Ida    | [ 17 ] |
| 9  | 3 100       | Luziânia         | 3–3    | Rondoniense      | Serra do Lago     | 29 de março | Quartas   | Ida    | [ 18 ] |
| 10 | 3 092       | Operário-MS      | 1–1    | Luziânia         | Morenão           | 5 de março  | Oitavas   | Ida    | [ 19 ] |

- PP. ^ Considera-se apenas o público pagante

## Menores públicos
Esses são os dez menores públicos da Copa Verde de 2017: 
| Nº | Público[PP] | Mandante         | Placar | Visitante        | Estádio           | Data            | Etapa      | Rodada | Ref.   |
| -- | ----------- | ---------------- | ------ | ---------------- | ----------------- | --------------- | ---------- | ------ | ------ |
| 1  | 60          | Santos-AP        | 4–1    | Fast Clube       | Zerão             | 19 de março     | Oitavas    | Volta  | [ 20 ] |
| 2  | 70          | Rio Branco-ES    | 2–2    | Luverdense       | Kleber Andrade    | 1 de abril      | Quartas    | Volta  | [ 21 ] |
| 3  | 138         | Fast Clube       | 1–0    | Santos-AP        | Arena da Amazônia | 5 de março      | Oitavas    | Ida    | [ 22 ] |
| 4  | 139         | Ceilândia        | 3–0    | Sete de Dourados | Abadião           | 11 de fevereiro | Preliminar | Volta  | [ 23 ] |
| 5  | 141         | Rondoniense      | 0–0    | Cuiabá           | Aluizão           | 5 de março      | Oitavas    | Ida    | [ 24 ] |
| 6  | 146         | Cuiabá           | 1–1    | Rondoniense      | Arena Pantanal    | 19 de março     | Oitavas    | Volta  | [ 25 ] |
| 7  | 165         | São Raimundo-RR  | 1–0    | Águia de Marabá  | Vila Olímpica     | 5 de março      | Oitavas    | Ida    | [ 26 ] |
| 8  | 171         | Rondoniense      | 1–2    | Luverdense       | Arena da Floresta | 15 de abril     | Semifinal  | Ida    | [ 27 ] |
| 9  | 281         | Sete de Dourados | 1–1    | Ceilândia        | Douradão          | 29 de janeiro   | Preliminar | Ida    | [ 28 ] |
| 10 | 287         | Galvez           | 1–1    | Nacional-AM      | Florestão         | 29 de janeiro   | Preliminar | Ida    | [ 29 ] |

- PP. ^ Considera-se apenas o público pagante

## Classificação geral
| Pos | Equipes               | Pts | J | V | E | D | GP | GC | SG  | Classificação ou eliminação     |
| --- | --------------------- | --- | - | - | - | - | -- | -- | --- | ------------------------------- |
| 1   | Luverdense            | 20  | 8 | 6 | 2 | 0 | 20 | 7  | +13 | Finalistas                      |
| 2   | Paysandu              | 15  | 8 | 4 | 3 | 1 | 11 | 7  | +4  | Finalistas                      |
| 3   | Santos-AP             | 7   | 6 | 2 | 1 | 3 | 10 | 8  | +2  | Eliminados nas semifinais       |
| 4   | Rondoniense           | 4   | 6 | 0 | 4 | 2 | 8  | 11 | –3  | Eliminados nas semifinais       |
| 5   | Remo                  | 7   | 4 | 2 | 1 | 1 | 7  | 5  | +2  | Eliminados nas quartas de final |
| 6   | Rio Branco-ES         | 7   | 4 | 2 | 1 | 1 | 9  | 9  | 0   | Eliminados nas quartas de final |
| 7   | Luziânia              | 6   | 4 | 1 | 3 | 0 | 7  | 6  | +1  | Eliminados nas quartas de final |
| 8   | Águia de Marabá       | 3   | 4 | 1 | 0 | 3 | 4  | 4  | 0   | Eliminados nas quartas de final |
| 9   | Galvez                | 5   | 4 | 1 | 2 | 1 | 2  | 3  | –1  | Eliminados nas oitavas de final |
| 10  | Ceilândia             | 4   | 4 | 1 | 1 | 2 | 5  | 5  | 0   | Eliminados nas oitavas de final |
| 11  | Fast Clube            | 3   | 2 | 1 | 0 | 1 | 2  | 4  | –2  | Eliminados nas oitavas de final |
| 12  | São Raimundo-RR       | 3   | 2 | 1 | 0 | 1 | 1  | 3  | –2  | Eliminados nas oitavas de final |
| 13  | Cuiabá                | 2   | 2 | 0 | 2 | 0 | 1  | 1  | 0   | Eliminados nas oitavas de final |
| 14  | Operário-MS           | 1   | 2 | 0 | 1 | 1 | 1  | 2  | –1  | Eliminados nas oitavas de final |
| 15  | Atlético Acreano      | 1   | 2 | 0 | 1 | 1 | 1  | 5  | –4  | Eliminados nas oitavas de final |
| 16  | Tocantins de Miracema | 0   | 2 | 0 | 0 | 2 | 2  | 7  | –5  | Eliminados nas oitavas de final |
| 17  | Nacional-AM           | 1   | 2 | 0 | 1 | 1 | 1  | 2  | –1  | Eliminados na fase preliminar   |
| 18  | Sete de Dourados      | 1   | 2 | 0 | 1 | 1 | 1  | 4  | –3  | Eliminados na fase preliminar   |